# Princesse Nukata
Princesse Nukata (額田王, Nukata no Ōkimi, c. 630-690) (aussi connue sous le nom de princesse Nukada) est une poétesse japonaise de la période Asuka.

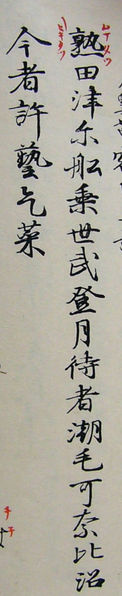
Huitième poème Manyōshū de Nukata no Ōkimi.

Fille de la princesse Kagami, Nukata devient l'épouse favorite de l'empereur Temmu dont elle a une fille, la princesse Tōchi qui deviendra plus tard l'épouse de l'empereur Kōbun. Elle connaît dans un premier temps les faveurs de l'empereur Temmu. La légende bien connue veut qu'elle devient plus tard une des épouses du frère ainé de l'empereur Tenji, mais cette légende n'est pas documentée. On ne sait pas si ce changement dans ses relations est volontaire ou contraint. Après la mort de l'empereur Tenji, elle retrouve l'empereur Temmu.
En tant qu'une des grandes poétesses de son temps, treize de ses poèmes apparaissent dans le Man'yōshū: no 7-9, 16-18, 20, 112, 113, 151, 155, 488 et 1606. (le no 1606 est une reprise du no 488.) Deux de ses poèmes sont réimprimés dans les collections de poésie ultérieures  Shinchokusen Wakashū et Shinshūi Wakashū. Le poème no 9 est bien connu pour être un des poèmes du Man'yōshū les plus difficiles à interpréter.

## Source de la traduction
- (en) Cet article est partiellement ou en totalité issu de l’article de Wikipédia en anglais intitulé « Princess Nukata » (voir la liste des auteurs).